# 트레일 러닝

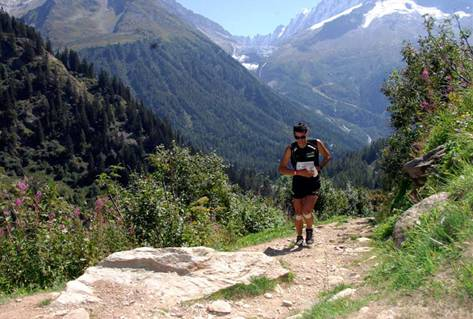
2008년 몽블랑 트레일 대회에서 킬리안 죠넷(스페인)이 20시간 58분으로 우승했다.

트레일 러닝(trail running)은 트레일을 달리는 스포츠이다.

## 이 보기
- en:Ultra-Trail du Mont-Blanc